# Jeremy Bernstein
Jeremy Bernstein (* 31. Dezember 1929 in Rochester, New York) ist ein US-amerikanischer theoretischer Physiker und Wissenschafts-Essayist.
Bernstein studierte an der Harvard University, wo er 1955 bei Julian Schwinger promovierte.  Als theoretischer Physiker beschäftigte er sich mit Elementarteilchenphysik und Kosmologie. Bekannt ist er als Sachbuchautor in den USA, zum Beispiel über Kernwaffen, ihrer Geschichte und damit zusammenhängende Probleme, und von Biographien von Physikern (Robert Oppenheimer, Hans Bethe, Albert Einstein und andere). Dabei konnte er auf seine persönliche Bekanntschaft mit vielen berühmten Physikern zurückgreifen. Er war über 30 Jahre bis 1993 fest als Journalist bei The New Yorker angestellt, wo er naturwissenschaftliche Essays verfasste, und schrieb auch zum Beispiel für The Atlantic Monthly, New York Review of Books und Scientific American. Daneben war er Adjunct Professor an der Rockefeller University in New York, Professor am Stevens Institute of Technology (wo er heute Professor Emeritus ist) und Vizepräsident des Board of Trustees des Aspen Center for Physics. Er war Gastprofessor unter anderem an der Princeton University und der Universität von Katmandu in Nepal, der Universität Islamabad und Gastwissenschaftler an der École polytechnique in Paris, am Institute for Advanced Study (1957 bis 1959), der Universität Oxford, am CERN und dem Brookhaven National Laboratory.
Neben Büchern zur Physik veröffentlichte er auch Bücher über die Himalaya-Region und das Bergsteigen.
1979 erhielt er die Brandeis Creative Arts Medal für seine Essays und populärwissenschaftlichen Veröffentlichungen. Er war Benjamin Franklin Fellow der American Physical Society. Er ist Mitglied der Royal Society of Arts.

## Schriften
Physik und populärwissenschaftliche Schriften:
- Elementary particles and their currents, Freeman 1968
- Kinetic theory in the expanding universe, Cambridge University Press, 1988
- mit Gerald Feinberg (Hrsg.): Cosmological constants – papers in modern cosmology, Columbia University Press 1986
- Plutonium – a history of the worlds most dangerous element, Cornell University Press 2009
- Nuclear Weapons – what you need to know, Cambridge University Press, ISBN 978-0-521-88408-2
- The life it brings – one physicists beginnings, Ticknor and Field, Penguin 1987
- A theory of Everything, Springer 1996 (Essays)
- Quantum Profiles, Princeton University Press 1990 (John Stewart Bell, John Archibald Wheeler, Korrespondenz Albert Einstein – Michele Besso), ISBN 0-691-08725-3
- Three degrees above zero – Bell Labs in the information age, Scribners, New York 1984
- A Physicist on Wall Street and other essays on science and society, Springer 2008, ISBN 978-0-387-76505-1
- Albert Einstein and the frontiers of physics, Oxford University Press 1996
- Science observed – essays out of my mind, Basic Books 1982
- Cranks, quarks and the cosmos – writings on science, Basic Books 1993
- The merely personal: observations on science and scientists, Ivan Dee, Chicago 2001
- Oppenheimer – portrait of an enigma, Ivan Dee, Chicago 2004
- Hans Bethe – prophet of energy, Basic Books 1980
- Herausgeber mit David C. Cassidy: Hitlers uranium club – the secret recordings of Farm Hall, American Institute of Physics 1996
- Analytical engine – computers past, present and future, Random House 1964
- Comprehensible world – on modern science and its origin, Random House 1967
- Einstein, Viking Press 1973, Penguin Books 1976
- Secrets of the old one: Albert Einstein 1905, Copernicus Books, New York, 2006
- Experiencing Science, Basic Books 1978
- mit Paul Fishbane, Stephen Gasiorowicz: Modern Physics, Prentice Hall 2000
- Tenth dimension: an informal history of high energy physics, McGraw Hill 1989
- Quantum Leaps, Belknap Press 2009

Sonstiges:
- Ascent – of the invention of mountain climbing and its Practice, Random House 1965
- Wildest dreams of Kew – a profile of Nepal, Simon and Schuster 1970
- Dawning of the Raj – the life and trials of Warren Hastings, Ivan Dee 2000
- In the Himalayas – journeys through Nepal, Tibet and Bhutan, Simon and Schuster 1989
- Mountain Passages, University of Nebraska Press 1978, Touchstone 1989